# Wenn es am schönsten ist
Wenn es am schönsten ist ist ein deutscher Fernsehfilm von Johannes Fabrick aus dem Jahr 2013, der im Auftrag für das ZDF produziert wurde. Die Hauptrollen spielen Heino Ferch und Max Hegewald.

## Handlung
Als Peters Vater seinen 75. Geburtstag feiert, steht plötzlich sein Sohn Lukas vor ihm, zu dem Peter nach der Trennung von seiner Frau Sabine vor zehn Jahren keinen Kontakt mehr hatte. Da er kein ausgesprochener Familienmensch ist, hat er sich auch all die Jahre nicht um das Verhältnis zwischen Vater und Sohn bemüht. Die häuslichen Streitereien zwischen ihm, seiner Frau und dem gemeinsamen Sohn machen ihm noch heute zu schaffen. Die Überraschung trifft bei Peter nicht auf Gegenliebe. Er fühlt sich überrumpelt von seiner Familie, die es wieder einmal nur gut gemeint hatte. Er verlässt die Familienfeier, kaum dass er angekommen war, und verbringt den Abend mit seiner Freundin Hanna.
Dennoch macht ihn die Begegnung mit seinem Sohn nachdenklich. Am nächsten Tag will er ihn anrufen, um mit ihm noch einmal zu sprechen, doch seine Exfrau blockt sofort ab. Als dann auch noch sein Vater ihm ins Gewissen reden will, doch endlich die Familie zu versöhnen, wird Peter erst recht ungehalten, zumal er sich selber über seine Reaktion an jenem Tag ärgert. Er schreibt Lukas einen Brief, bittet ihn um Verzeihung und lädt ihn zu sich nach Hamburg ein.
Lukas ist skeptisch, aber auch neugierig und so tritt er die Reise an. Während Peter sich sichtlich freut, seinen Sohn endlich wieder zu sehen und ihn hoffentlich neu kennenzulernen, ist nun Lukas derjenige, der verbittert zeigt, wie sehr er von seinem Vater enttäuscht ist, dass er sich all die Jahre nicht um ihn gekümmert hat. Welche Gründe sein Vater dafür hat, interessiert ihn angeblich nicht. Von seiner Freundin bekommt Peter deshalb den Rat, seinem Sohn einfach nur zuzuhören, was er zu sagen hat und was ihn bewegt. So gelingt es, dass ihre anfangs sehr einsilbigen Gespräche sich entwickeln und Peter Gelegenheit bekommt über die Interessen und Hobbys, von denen Lukas berichtet, zu staunen. Er bemerkt, dass beide sich charakterlich ähnlicher sind als er dachte. Insbesondere, dass sein Sohn Klavier spielt und nach dem Abitur Musik studieren möchte, macht in stolz. Er verschafft ihm sogar Unterricht bei einem renommierten Pianisten.
Peter erinnert sich nun an die frühen Jahre mit Lukas, wie er ihm jeden Morgen das Frühstück gemacht und mit ihm Zeit verbracht hat. Peter lebt förmlich auf und genießt das Zusammensein, in das er auch Hanna mit einbezieht. Als Lukas seinen Vater fragt, warum er ihn damals verlassen hat, erfährt er, dass dies nichts mit ihm, sondern nur mit seiner Mutter zu tun gehabt hätte. Seine Besuche bei ihm habe Peter dann eines Tages nur deshalb eingestellt, weil er nicht wollte, dass sein Sohn danach immer traurig war.
Peter hat niemandem erzählt, dass er ein ernst zunehmendes gesundheitliches Problem hat und vor kurzem eine sehr aggressive Form von Leukämie diagnostiziert worden war. Als Lukas zufällig die Beratungsunterlagen findet, geht er wütend auf seinen Vater zu, in der Annahme, dass er ihn nur zu sich „gelockt“ hat, weil er ihn als Stammzellenspender braucht. Ohne zu zögern packt Lukas seine Sachen und nimmt den nächsten Zug nach Hause. Peters Erklärung, dass dies nicht seine Absicht war, sondern er ihn wirklich nur kennenlernen wollte, will Lukas nicht hören. Aus Enttäuschung will er auch nicht mehr Klavier spielen.
Auch Peter ist über die Situation verbittert. Er hat sich vorgenommen von seiner Familie keine Hilfe anzunehmen, weil er das alles mit sich alleine ausmachen will. Lukas’ Mutter merkt ihrem Sohn sofort an, dass etwas nicht stimmt und als er ihr sagt, dass sein Vater bald sterben würde, überredet sie ihn zu ihm zurückzukehren. Sie fährt ihn sogar mit dem Auto nach Hamburg, damit er bei seinem Vater sein kann. Sie hatte eingesehen wie sehr sie ihren Sohn mitbestraft hatte, als sie nicht wollte, dass Peter in ihrem Leben noch länger eine Rolle spielen sollte.
Wieder in Hamburg freut sich sein Vater sichtlich, seinen Sohn wiederzusehen. Als er ihm erneut versichert keine Stammzellenspende annehmen zu wollen, muss er sich von Lukas anhören, dass dies wieder typisch für ihn wäre. Er würde sich wieder zurückziehen und niemandem eine Chance lassen, denn nicht einmal seiner Freundin hatte er von der tödlichen Diagnose erzählt. Lukas ist so enttäuscht seinen gerade wiedergefundenen Vater erneut verlieren zu müssen, dass er auf Peter einschlägt. Nach diesem Wutausbruch kommen beide wieder ins Gespräch und Lukas überzeugt seinen Vater ihn als Spender anzunehmen, wenn sein Werte passen sollten. Doch sie passen nicht. Peter will nun die wenige Zeit, die ihm noch bleibt mit seinem Sohn und Hanna verbringen. Er will auch nicht warten, bis seine Kräfte schwinden, sondern gehen, wenn es am schönsten ist. Kontakt zur Schweiz hat er schon aufgenommen. Zu seinem 50. Geburtstag lädt Peter seine ganze Familie ein und genießt das letzte gemeinsame Zusammensein.
In der Schlusseinstellung sieht man Lukas, wie er den Wunsch seines Vaters erfüllt und dessen Asche von einem Leuchtturm aus ins Meer streut.

## Hintergrund
Wenn es am schönsten ist wurde vom 4. April 2013 bis zum 7. Mai 2013 in Hamburg und Umgebung gedreht. Für den Film zeichneten die film GmbH und die A.Pictures Film & TV.Productions GmbH verantwortlich.

## Rezeption

### Einschaltquote
Der Fernsehfilm Wenn es am schönsten ist erreichte bei seiner Erstausstrahlung im ZDF am 15. September 2014 durchschnittlich 4,35 Millionen Zuschauer, was 14,4 Prozent des Marktanteils in Deutschland entsprach.

### Kritik
Rainer Tittelbach von Tittelbach.tv wertete: „‚Wenn es am schönsten ist" erzählt eine doppelte Vater-Sohn-Geschichte. Ein 50-Jähriger hat sich noch immer nicht freigeschwommen vom übermächtigen Vater. Leidtragender ist sein 18-jähriger Sohn. Nach acht Jahren Funkstille kommen sich die beiden näher. Doch viel Zeit bleibt ihnen nicht... Die Geschichte erzählt vom Leben und Sterben in einem Zustand höchster Selbstbestimmung, sie zeigt Familie in all ihren emotionalen Facetten, und sie bringt die mögliche Entfremdung zwischen einem Kind und einem seiner Elternteile nach deren Trennung zur Sprache. So wie Ruppert die Problemlagen unaufdringlich ineinander webt, so findet Fabrick eine Bildsprache & einen Erzählrhythmus, die dem Zuschauer viele Freiräume lassen.“
Für Kino.de urteilte Tilmann P. Gangloff: Der Regisseur „scheut nicht davor zurück, große Gefühle zu inszenieren, kommt dabei aber ohne Melodramatik aus. Das hat eine Menge mit der Führung der Darsteller zu tun. Gerade angesichts der enormen Emotionalität, die jede Geschichte über das Sterben birgt, ist die schauspielerische Glaubwürdigkeit um so wichtiger; falsche Töne oder übertriebene Mimik können die fragile Wirkung im Nu zerstören. Entsprechend groß war die Herausforderung für Heino Ferch.“
Heike Hupertz von der Frankfurter Allgemeine Zeitung meinte: „‚Wenn es am schönsten ist‘ ist ein Melodram ohne Peinlichkeitsfaktor.“ „Wie Heino Ferch und Max Hegewald diese vorsichtige Annäherung zweier im Familiennahkampf Versehrter spielen, sucht seinesgleichen und wird durch die Kameraführung von Helmut Pirnat auch bildlich hochemotional, aber gleichermaßen schlicht und klar anschaulich. Vater und Sohn entdecken ineinander auch sich selbst. Und werden erwachsen, ebenso wie Peters Exfrau.“ „Am Ende, und das ist ein großes, aber nicht das einzige Verdienst des Drehbuches von Astrid Ruppert, verzichtet der Film darauf, Bilanz zu ziehen. Das Szenenbild (Thilo Mengler) definiert dafür sehr gelungen die unterschiedlichen Milieus mit ihren je eigenen Wertvorstellungen.“
Die Kritiker der Fernsehzeitschrift TV Spielfilm schrieben über Wenn es am schönsten ist, „Starke Gefühle verlangen Darstellern und Zuschauern einiges ab - aber hier ist keine Träne zu viel vergossen! Diesem tiefgreifend glaubwürdigen Vater-Sohn-Drama kann man sich wirklich nicht entziehen.“ und nannten den Film „eine schmerzhafte TV-Erfahrung im besten Sinne“. Sie gaben dem Film einen Daumen nach oben.